# The Hangman's Beautiful Daughter
Albums de The Incredible String Band
The 5000 Spirits or the Layers of the Onion
(1967) Wee Tam and the Big Huge
(1968)
The Hangman's Beautiful Daughter est un album de The Incredible String Band, sorti en 1968.

## L'album
Il fait partie des 1001 albums qu'il faut avoir écoutés dans sa vie. 

### Titres
Tous les titres sont de Robin Williamson, sauf les 4, 5 et 9 par Mike Heron.
1. Koeeoaddi There (4:49)
2. The Minotaur's Song (3:22)
3. Witches Hat (2:33)
4. A Very Cellular Song (en) (13:09)
5. Mercy I Cry City (2:46)
6. Waltz of the New Moon (5:10)
7. The Water Song (2:50)
8. Three Is a Green Crown (7:46)
9. Swift As the Wind (4:53)
10. Nightfall (2:33)

### Musiciens
- Robin Williamson: chant, guitare, guembri, tin whistle, percussions, flûte de Pan, piano, oud, mandolin, guimbarde, shehnai, waterharp, harmonica
- Mike Heron : chant, sitar, orgue Hammond, guitare, hammered dulcimer, clavecin
- Dolly Collins : orgue, piano
- David Snell : harpe
- Licorice McKechnie : chant, sagattes
- Richard Thompson : chant sur The Minotaur's Song
- Judy Dyble : chant sur The Minotaur's Song

### Charts
| Chart           | Entrée date     | Place position | Semaine d'entrée |
| --------------- | --------------- | -------------- | ---------------- |
| UK Albums Chart | 4 juin 1968     | 5              | 21               |
| Billboard 200   | 20 juillet 1968 | 161            | 9                |